# 잃어버린 지평선 (1937년 영화)
《잃어버린 지평선》(Lost Horizon)은 미국에서 제작된 프랭크 카프라 감독의 1937년 모험, 판타지, SF, 드라마, 미스터리 영화이다. 제임스 힐튼의 1933년 동명의 소설 잃어버린 지평선에 기반을 둔다. 로널드 콜먼 등이 주연으로 출연하였다.

## 출연

### 주연
- 로널드 콜먼

### 조연
- 제인 와이어트
- 존 하워드(영어판)
- 미아고 토머스 미쉘
- 에드워드 에버렛 홀튼

## 기타
- 원작자: 제임스 힐턴
- 조연출: 찰스 C. 콜먼
- 미술: 스티븐 구손